# Verano hater
Verano hater è un singolo dei rapper argentini Dante Spinetta e Duki pubblicato il 17 febbraio 2019.

## Tracce
1. Verano hater – 3:09